# Dahlwitz-Hoppegarten

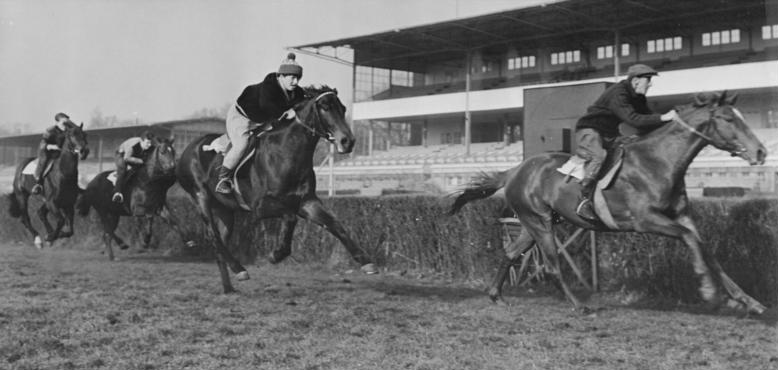
Training auf der Hoppegartner Parkbahn 1965

Dahlwitz-Hoppegarten ist heute ein Ortsteil und war eine ehemals selbstständige Gemeinde im Landkreis Märkisch-Oderland (Brandenburg). 1928 erfolgte die Aufnahme des Namensbestandteils des ehemaligen Vorwerks Hoppegarten in den Gemeindenamen von Dahlwitz. Am 26. Oktober 2003 wurde sie mit den Gemeinden Hönow und Münchehofe zur neuen Gemeinde Hoppegarten zusammengeschlossen.
Dahlwitz-Hoppegarten hat etwa 6.000 Einwohner.

## Geografische Lage
Dahlwitz-Hoppegarten liegt östlich des Berliner Bezirks Marzahn-Hellersdorf (Ortsteil Mahlsdorf). Nördlich und östlich des Ortes liegt Neuenhagen, südlich der Ort Münchehofe, welcher ebenfalls zur Gemeinde Hoppegarten gehört.
Durch Dahlwitz-Hoppegarten verlaufen mehrere Gräben, darunter der Zochegraben, der Wernergraben oder der Neuenhagener Mühlenfließ, welche alle in die Spree münden.

## Geschichte
Der Ort Dahlwitz wird erstmals 1370 mit dem Namen „Dolewitz“ urkundlich erwähnt, allerdings wird vermutet, dass seine Ursprünge im 12./13. Jahrhundert liegen. Der Name Dahlwitz leitet sich von den slawischen Wörtern dol oder dal für ‚lang‘ und witz für ‚Ort‘ oder ‚Dorf‘ ab. Das Angerdorf lag an einer Nord-Süd-Achse, die von Stettin nach Köpenick führte.
Der Besitz des Ortes Dahlwitz wechselte im Laufe der Jahrhunderte seit dem Mittelalter häufig; so verkaufte 1716 Carl Hildebrand Freiherr von Canstein Dahlwitz an den Geheimen Rat Freiherr Samuel von Marschall. Die Anerkennung des Adelsstandes in Deutschland für Marschall vollzog sich erst 1717. Nach von Canstein ist heute eine Straße nahe der Dorfkirche im Ort benannt.
1805 hatte die damalige Feldmark von Dahlwitz 329 Bewohner. Im Dorf und Gut Dahlwitz lebten 274, im Vorwerk Kiekmal 44 und im Vorwerk Hoppegarten 11 Menschen.
1855/1856 wurde der schlossartige Herrensitz Dahlwitz vom Architekten Friedrich Hitzig im Auftrag Carl Heinrich von Treskows-Friedrichsfelde (1823–1886), verheiratet mit Marianne von Knoblauch-Pessin II. errichtet. Carl (Karl) Heinrich von Treskow war auch Gründer des Rennplatzes Hoppegarten. Sein Adelsgeschlecht, die von Treskow, ist seit 1797 der anerkannte briefadelige Teil der Uradelsfamilie von Tresckow. Treskow-Dahlwitz war dann mit allen Vettern auch standesgemäß Mitglied im hochanerkannten Berliner Verband der Pferdezüchter sowie im Verbund der Deutschen Landwirte. Nach dem 1879 veröffentlichten Generaladressbuch der Rittergutsbesitzer in der Provinz Brandenburg hatte Gut Dahlwitz eine Gesamtgröße von 1524 ha. Davon waren 758 ha Waldbestand. Nachfolger auf Rittergut Dahlwitz wurde der gleichnamige Sohn Heinrich Karl von Treskow (1858–1928), vermählt mit Eveline von Katte-Hohenkamern. Treskow jun. war zugleich Ehrenritter des Johanniterordens. H. von Treskows Erben besaßen 1929 noch 805 ha Land. Verwaltet wurde das Gut vom Administrator A. Peyer. Administratoren waren häufig von den Ritterschaftsbanken als zentrale Kreditunternehmen der Landwirtschaft eingesetzt.
Das Schloss befindet sich in einem von Peter Joseph Lenné errichteten und nach ihm benannten Park und wurde 2011 umfassend restauriert und renoviert.

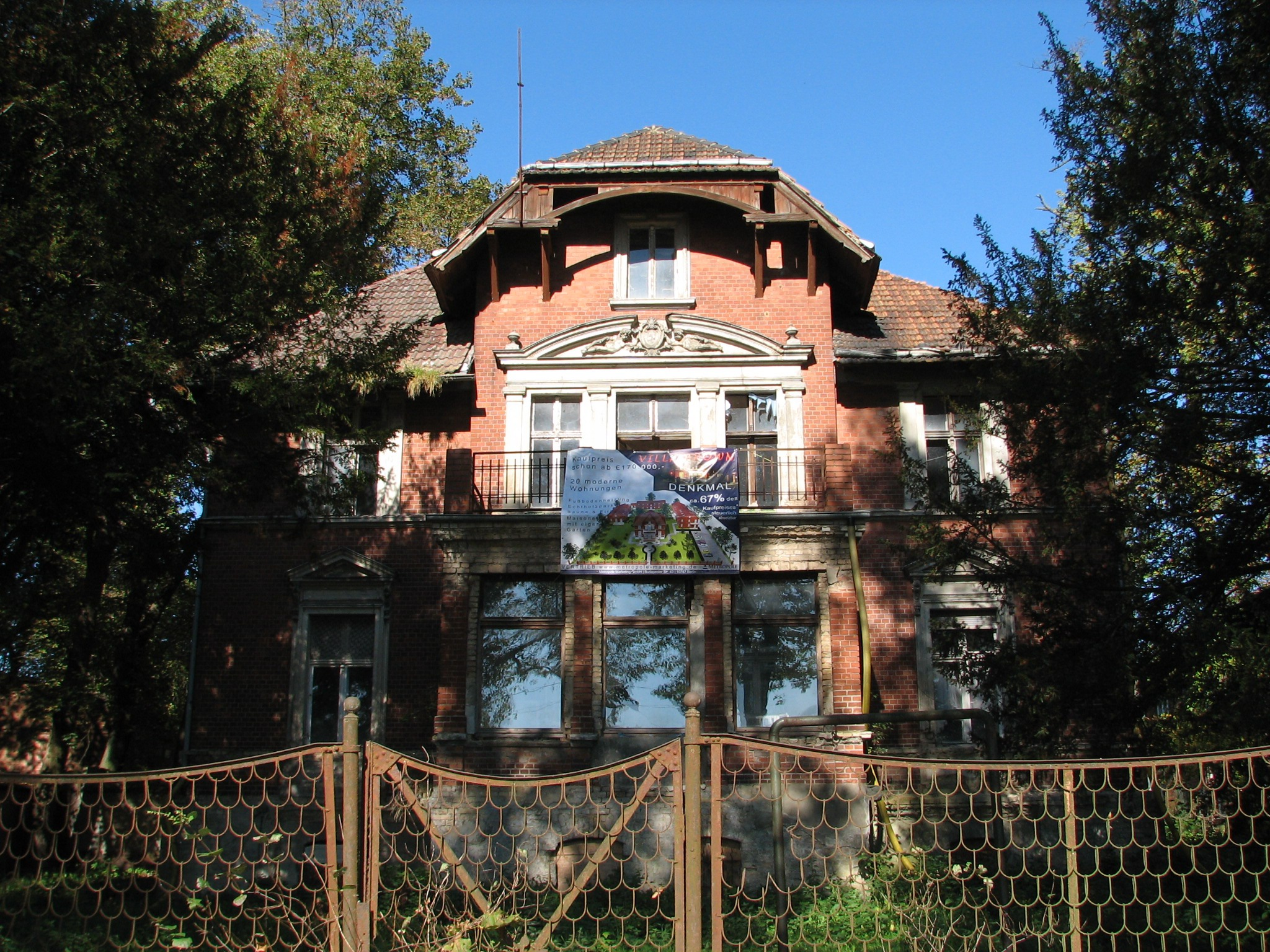
Villa in der Goetheallee

Im Jahr 1867 wurde die Rennbahn eingerichtet und zog in der Folge neue Siedler aus Berlin an, die vor allem in der heutigen Goetheallee, Lindenallee und Rennbahnallee imposante Villen errichteten, teilweise mit Ställen.
Im November 1945 wurden in Hoppegarten sechs Jugendliche (einer 15, die anderen 16 Jahre alt) vom sowjetischen Geheimdienst NKWD verhaftet. Unter „Werwolf“-Vorwurf wurden zwei von ihnen im Juli 1946 erschossen, die vier anderen erhielten zehn Jahre Arbeitslager. Von ihnen verstarb ein Junge 1948 im Speziallager Sachsenhausen. 1998 wurde die gesamte Gruppe von der Generalstaatsanwaltschaft Russlands rehabilitiert.

## Bevölkerungsentwicklung
| Jahr | Einwohner |
| ---- | --------- |
| 1875 | 607       |
| 1890 | 809       |
| 1910 | 1.593     |
| 1925 | 2.413     |
| 1933 | 2.665     |
| 1939 | 3.799     |
| 1946 | 3.544     |
| 1950 | 4.061     |
| 1964 | 4.235     |

| Jahr | Einwohner |
| ---- | --------- |
| 1971 | 4.286     |
| 1981 | 4.278     |
| 1985 | 4.095     |
| 1989 | 3.940     |
| 1990 | 3.844     |
| 1991 | 3.878     |
| 1992 | 3.903     |
| 1993 | 3.941     |
| 1994 | 4.073     |

| Jahr | Einwohner |
| ---- | --------- |
| 1995 | 4.554     |
| 1996 | 4.768     |
| 1997 | 5.084     |
| 1998 | 5.348     |
| 1999 | 5.580     |
| 2000 | 5.741     |
| 2001 | 5.986     |
| 2002 | 6.091     |

Gebietsstand des jeweiligen Jahres

## Verkehr

### Individualverkehr

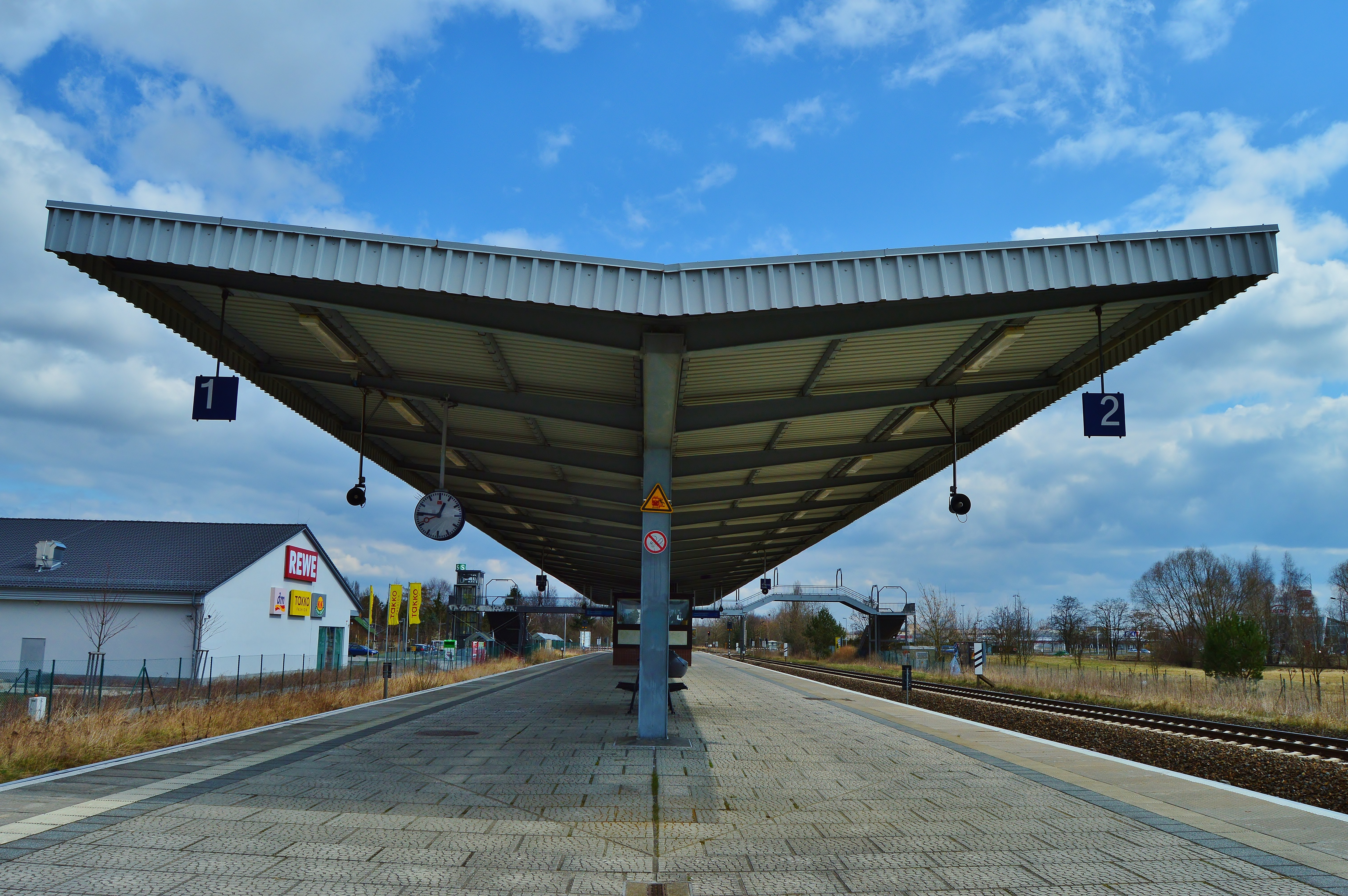
Haltepunkt Birkenstein, 2015

Durch Dahlwitz-Hoppegarten führen die auf gemeinsamer Trasse verlaufenden Bundesstraßen B 1 / B 5. Die Anschlussstelle Berlin-Hellersdorf an der Bundesautobahn A 10 (östlicher Berliner Ring) ist rund acht Kilometer entfernt.

### Schienenverkehr
Neben dem Bahnhof Hoppegarten (Mark) befindet sich in der Gemeinde Dahlwitz-Hoppegarten noch der Haltepunkt Birkenstein. Er liegt am Streckenkilometer 14,9 der Bahnstrecke Berlin–Küstrin-Kietz Grenze. Der Haltepunkt verfügt über einen Mittelbahnsteig mit zwei Bahnsteiggleisen. Im Tagesverkehr wird er im 10-Minuten-Takt durch die S-Bahn-Linie S5 der Berliner S-Bahn bedient. Obwohl es Planungen für eine Station zwischen Mahlsdorf und Hoppegarten bereits im Jahre 1941 gab, wurde der Halt erst am 21. Dezember 1992 in Betrieb genommen. Die Station ist als eine von 20 sogenannten Stammbahnhöfen der Berliner S-Bahn mit einer örtlichen Aufsicht besetzt.

## Wirtschaft
2015 eröffnete in Dahlwitz-Hoppegarten, am Neuen Hönower Weg die neue Europa-Zentrale der CLINTON Großhandels-GmbH mit dem Menswear-Label CAMP DAVID und dem Womenswear-Label SOCCX. Hier erfolgte die feierliche Einweihung mit Prominenten aus Sport und Show-Business.

## Sehenswürdigkeiten

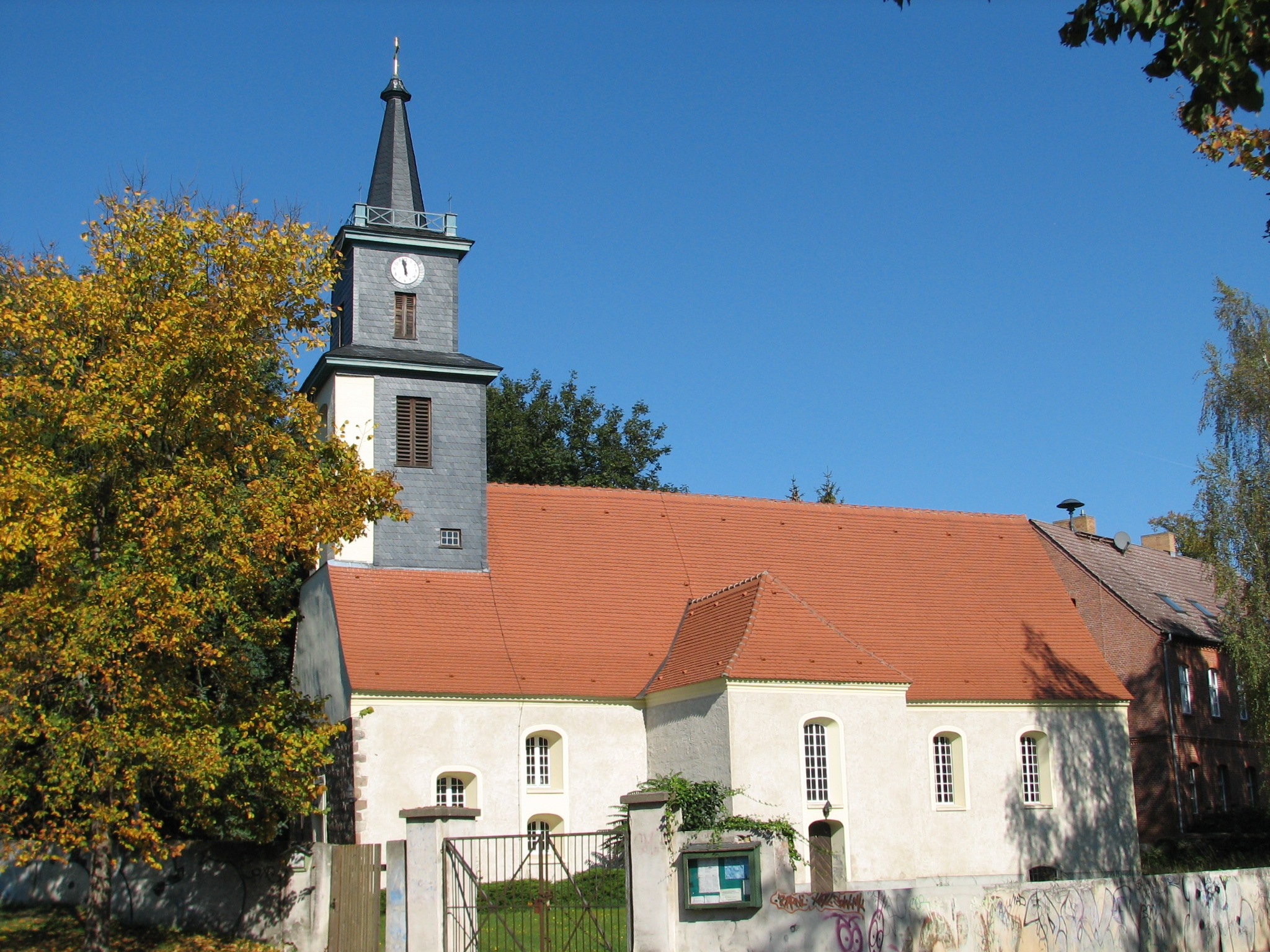
Evangelische Dorfkirche

- traditionsreiche Galopprennbahn Hoppegarten
- ehemaliges Winterquartier des Staatszirkus der DDR
- evangelische Dorfkirche Dahlwitz, Feldsteinkirche aus dem Mittelalter, im Barockstil 1723 bis 1733 umgebaut
- Herrenhaus („Schloss“) in der Rudolf-Breitscheid-Straße mit Lennépark
- Historische Villen in der Rennbahnallee, Goetheallee und Lindenallee